# Mogwase
Mogwase ist ein Ort in der südafrikanischen Provinz Nordwest (North West). Er ist Verwaltungssitz der Gemeinde Moses Kotane im Distrikt Bojanala Platinum.

## Geographie
Mogwase hatte bei der Volkszählung 2011 10.743 Einwohner. 67 % der Einwohner gaben Setswana als erste Sprache an. Der Ort besteht aus mehreren verstreut liegenden Ortsteilen. Mogwase liegt am Ostrand des Pilanesbergs nahe Sun City.

## Wirtschaft und Verkehr
Der Ort profitiert vom Platinbergbau in umliegenden Gemeinden, liegt aber in einer ländlichen Umgebung.
Die Fernstraße R510, die Rustenburg im Süden mit Thabazimbi im Norden verbindet, führt durch Mogwase, das auch einen Güterbahnhof an der im Güterverkehr betriebenen Bahnstrecke von Pretoria über Rustenburg und Thabazimbi zum Kraftwerk Matimba hat.